# Технологический музей братьев Нобель
Технологический музей братьев Нобель — музей в Батуми, открытый в здании бывшей конторы «Товарищества нефтяного производства братьев Нобель», крупнейшей нефтяной компании в Российской империи. Экспозиция музея освещает деятельность братьев Нобелей, а также рассказывает о жизни города Батуми, его экономике и культуре в конце XIX — начале XX веков.

## О музее

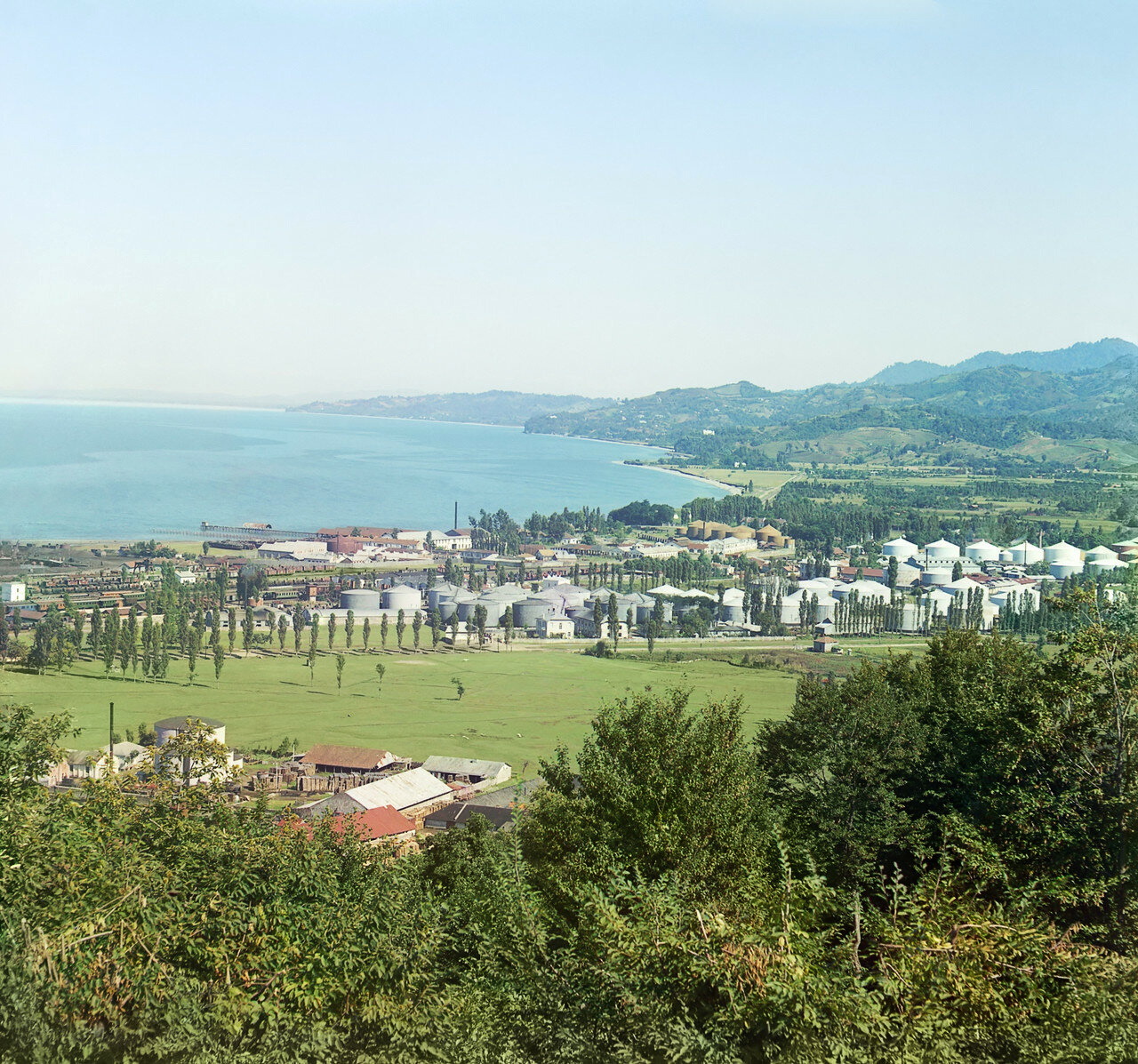
Батум. Нобелевский городок. 1912.

Музей был основан в 2007 году по решению президента Грузии Михаила Саакашвили в здании, которым до революции владели братья Нобель. Здесь, на въезде в Батуми, располагалась их контора. С участием братьев Нобель в Батуми в 1883 году был построен нефтяной терминал, а железная дорога Баку — Батуми открыла путь бакинской нефти на запад. Батуми стал важным портовым городом.
Среди экспонатов музея — образцы чистой и очищенной нефти в бутылках с фирменным клеймом семьи Нобель, специальные колбы и приспособления, книги и рукописи, модели старинных фотоаппаратов. В середине 2000-х годов в Кутаиси был обнаружен личный архив братьев Нобель, состоящий из фотографий, письменных документов и других материалов — все они вошли в собрание музея. Среди фотографий дореволюционной Грузии, представленных в экспозиции, есть работы Сергея Прокудина-Горского, одного из первых мастеров цветной фотографии. В Батуми фотограф побывал в 1912 году, во время своего второго путешествия на Кавказ. Здесь его гидом-сопровождающим стал основатель Батумского ботанического сада профессор А. Н. Краснов.
На втором этаже музея можно увидеть экспонаты, связанные с развитием чайной культуры и торговли грузинскими винами.
Музей был торжественно открыт 17 мая 2007 года президентом Грузии Михаилом Саакашвили и главой МИД Швеции Карлом Бильдом.